# Йон/молекулярна реакція
Йон/молекулярна реакція (рос. ионно/молекулярная реакция, англ. ion/molecule reaction) —
1. Елементарна реакція в газовій фазі при зіткненні йонів і нейтральних частинок.
2. У мас-спектрометрії — реакція між йонною та нейтральною молекулярними частинками (відбувається без енергії активації, якщо при реакції зберігається орбітальна симетрія), де нейтральною частинкою є молекула. IUPAC не рекомендує вживання терміна йон-молекулярна (ion-molecule reaction, через дефіс) реакція, бо дефіс означає реакцію частинки, яка є йоном і молекулою водночас, що не так.